# Supercard of Honor XV
Supercard of Honor XV foi um pay-per-view de wrestling profissional produzido pela promoção americana Ring of Honor (ROH). Aconteceu em 1º de abril de 2022, no Curtis Culwell Center, no subúrbio de Garland, Texas, em Dallas. Foi o décimo quarto evento na cronologia do Supercard of Honor, e a primeira edição desde o G1 Supercard em 2019; O Supercard of Honor XIV planejado para 2020 foi cancelado devido à pandemia de COVID-19. Foi também o primeiro evento ao vivo da ROH após um hiato de três meses após o Final Battle em dezembro de 2021, bem como o evento final sob propriedade da Sinclair Broadcasting Group (a venda para o presidente da All Elite Wrestling (AEW), Tony Khan, ainda não havia sido formalmente finalizada).
Doze lutas foram disputadas no evento, incluindo quatro no pré-show. No evento principal, Jonathan Gresham derrotou Bandido em uma luta Winner Takes All para se tornar o indiscutível Campeão Mundial da ROH. Em outras lutas de destaque, Wheeler Yuta derrotou Josh Woods em uma luta Pure Wrestling Rules para vencer o ROH Pure Championship, Minoru Suzuki derrotou Rhett Titus para vencer o ROH World Television Championship, FTR (Dax Harwood e Cash Wheeler) derrotaram The Briscoe Brothers (Jay Briscoe e Mark Briscoe) para vencerem o ROH World Tag Team Championship, e Mercedes Martinez derrotou Willow Nightingale por submissão para vencer o ROH Women's World Championship interino. Este evento marcou o retorno dos The Young Bucks (Matt Jackson e Nick Jackson) e Samoa Joe à ROH.

## Produção

### Conceito
Em 27 de outubro de 2021, a ROH anunciou que entraria em um hiato no primeiro trimestre de 2022 para reimaginar a empresa, liberando todos os seus lutadores e funcionários de seus contratos após o evento Final Battle em dezembro passado; a promoção deveria retomar as operações em abril de 2022. Em 10 de janeiro de 2022, a ROH anunciou seu retorno com o Supercard of Honor XV, no Curtis Culwell Center em Garland, Texas , em 1º de abril.
Em 2 de março de 2022, durante a série semanal ao vivo da All Elite Wrestling (AEW), AEW Dynamite, proprietário e executivo Tony Khan anunciou que havia adquirido a Ring of Honor da Sinclair Broadcast Group. Como resultado, o Supercard of Honor XV foi o primeiro evento da ROH produzido sob a supervisão de Khan.

### Rivalidades
O evento contou com lutas de wrestling profissional que envolveram diferentes lutadores de rivalidades e histórias preexistentes. Os lutadores retratavam vilões, heróis ou personagens menos distinguíveis em eventos roteirizados que criavam tensão e culminavam em uma luta ou uma série de lutas.
No Final Battle, Jonathan Gresham derrotou Jay Lethal em uma luta pelo ROH World Championship, onde o cinturão original do ROH World Championship estava em jogo. Gresham originalmente deveria lutar contra o então campeão Bandido pelo título, mas Bandido havia contraído COVID-19 e foi retirado do show. Enquanto Gresham apareceria em diferentes promoções defendendo seu título, Bandido faria o mesmo com o dele. Ambos os homens até defenderam seus respectivos títulos no primeiro show da nova promoção de Gresham, TERMINUS. No dia 20 de janeiro, foi anunciado que no Supercard of Honor XV, Bandido e Gresham se enfrentariam em uma luta de unificação do título.
No Final Battle, os Briscoe Brothers (Jay Briscoe e Mark Briscoe) derrotaram The OGK (Matt Taven e Mike Bennett) para vencerem o ROH World Tag Team Championship pela décima segunda vez. No entanto, durante a celebração, os Briscoes seriam confrontados pela dupla FTR (Dax Harwood e Cash Wheeler) da All Elite Wrestling, resultando em uma briga entre as duas equipes.  Em 17 de fevereiro, foi anunciado que os Briscoes defenderiam o ROH World Tag Team Championship no Supercard of Honor, e seus oponentes logo foram confirmados como FTR em 18 de março.
No episódio de 13 de janeiro da série de televisão semanal da Impact Wrestling, Impact!, A campeã do AAA Reina de Reinas, Deonna Purrazzo, derrotou a Campeã Mundial Feminina da ROH, Rok-C, em uma luta título contra título para reivindicar o título desta última. Em 1º de abril, Purrazzo seria agendado para o Multiverse of Matches na WrestleCon, que foi realizada na mesma noite do Supercard of Honor XV. Como resultado, a ROH anunciou que Willow Nightingale e Mercedes Martinez se enfrentariam no Supercard of Honor para determinar uma campeã interina, com a vencedora enfrentando Purrazzo posteriormente em uma luta de unificação do título.

## Resultados
| Nº                                          | Resultados | Estipulações                                                                | Tempo |
| ------------------------------------------- | --- | --------------------------------------------------------------------------- | ----- |
| Pré- show                                   | Colt Cabana derrotou Blake Christian                                                                                         | Luta individual                                                             | 8:05  |
| Pré- show                                   | AQA derrotou Miranda Alize                                                                                                   | Luta individual                                                             | 8:15  |
| Pré- show                                   | Gates of Agony (Jasper Kaun e Toa Liona) (com Tully Blanchard) derrotaram The Shinobi Shadow Squad (Cheeseburger e Eli Isom) | Luta de duplas                                                              | 2:15  |
| Pré- show                                   | Dalton Castle (com The Boys) derrotou Joe Hendry                                                                             | Luta individual                                                             | 9:40  |
| 1                                           | Swerve Strickland derrotou Alex Zayne                                                                                        | Luta individual                                                             | 11:40 |
| 2                                           | Brian Cage (com Tully Blanchard) derrotou Ninja Mack                                                                         | Luta individual                                                             | 2:50  |
| 3                                           | Jay Lethal derrotou Lee Moriarty (com Matt Sydal)                                                                            | Luta individual                                                             | 14:50 |
| 4                                           | Mercedes Martinez derrotou Willow Nightingale por submissão                                                                  | Luta individual pelo ROH Women's World Championship interino                | 12:45 |
| 5                                           | FTR (Dax Harwood e Cash Wheeler) derrotaram The Briscoe Brothers (Jay Briscoe e Mark Briscoe) (c)                            | Luta de duplas pelo ROH World Tag Team Championship                         | 27:25 |
| 6                                           | Minoru Suzuki derrotou Rhett Titus (c)                                                                                       | Luta individual pelo ROH World Television Championship                      | 6:00  |
| 7                                           | Wheeler Yuta derrotou Josh Woods (c)                                                                                         | Luta Pure Wrestling Rules pelo ROH Pure Championship                        | 12:55 |
| 8                                           | Jonathan Gresham (c) derrotou Bandido (c) (com Chavo Guerrero, Jr.)                                                          | Luta Winner Takes All para determinar o indiscutível Campeão Mundial da ROH | 24:55 |
| (c) – Refere-se aos campeões antes da luta. | |                                                                             |       |